# Biserica evanghelică fortificată din Crainimăt

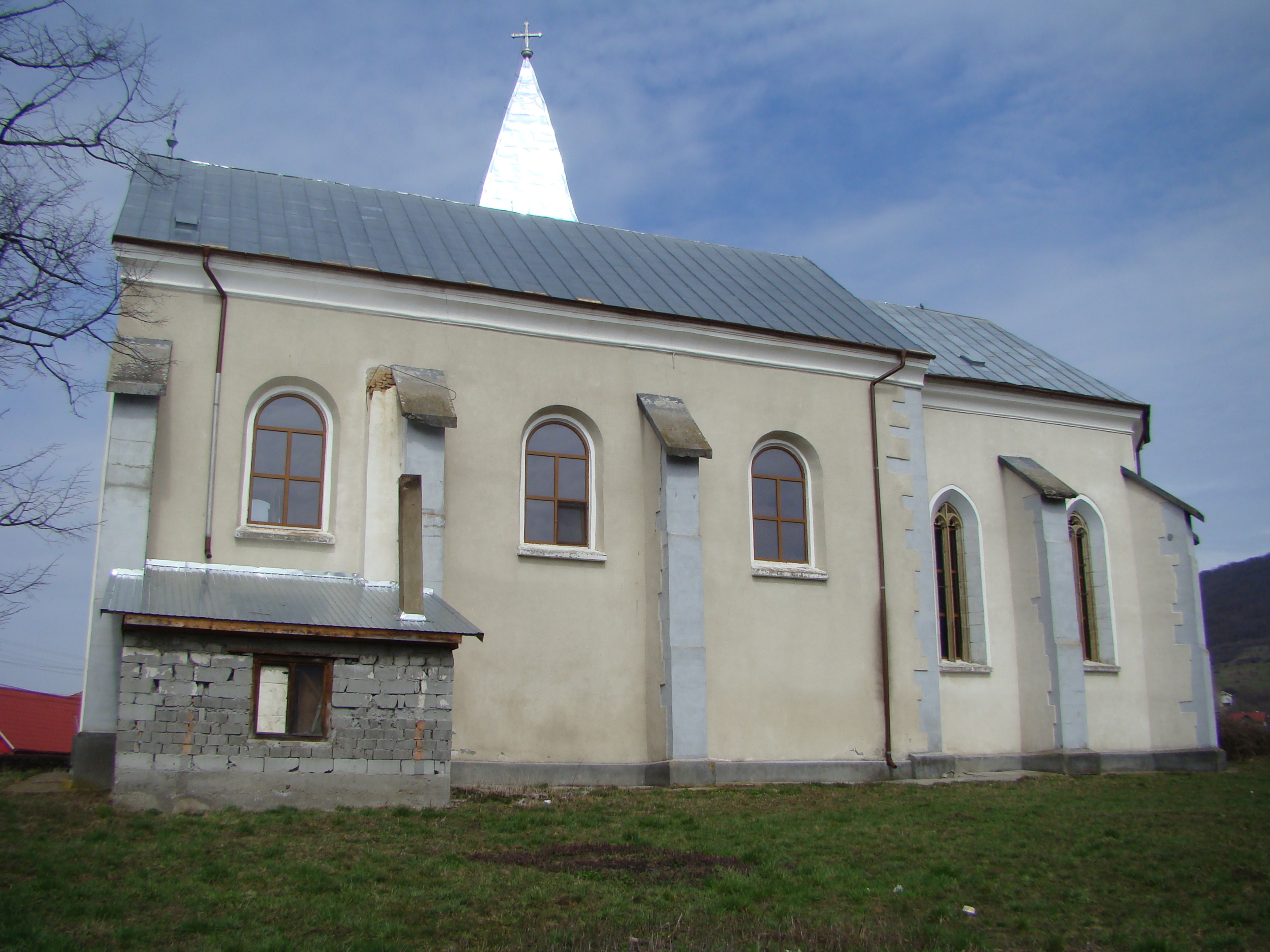
Biserica-sală, latura de sud

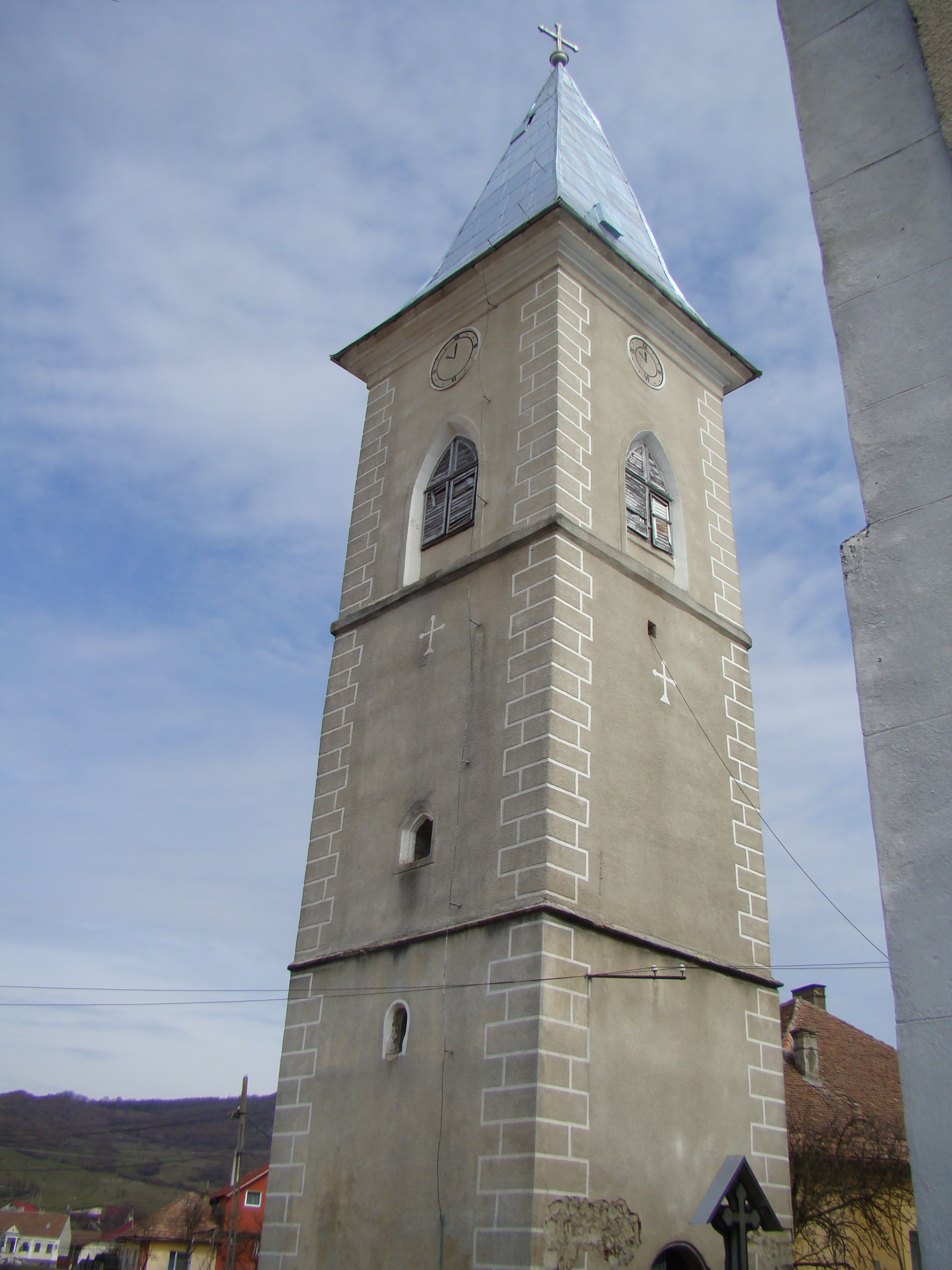
Turnul adăposteşte la ultimul nivel clopotul turnat în atelierul lui Ioan și Daniel Andráschofski din Cluj, în anul 1838

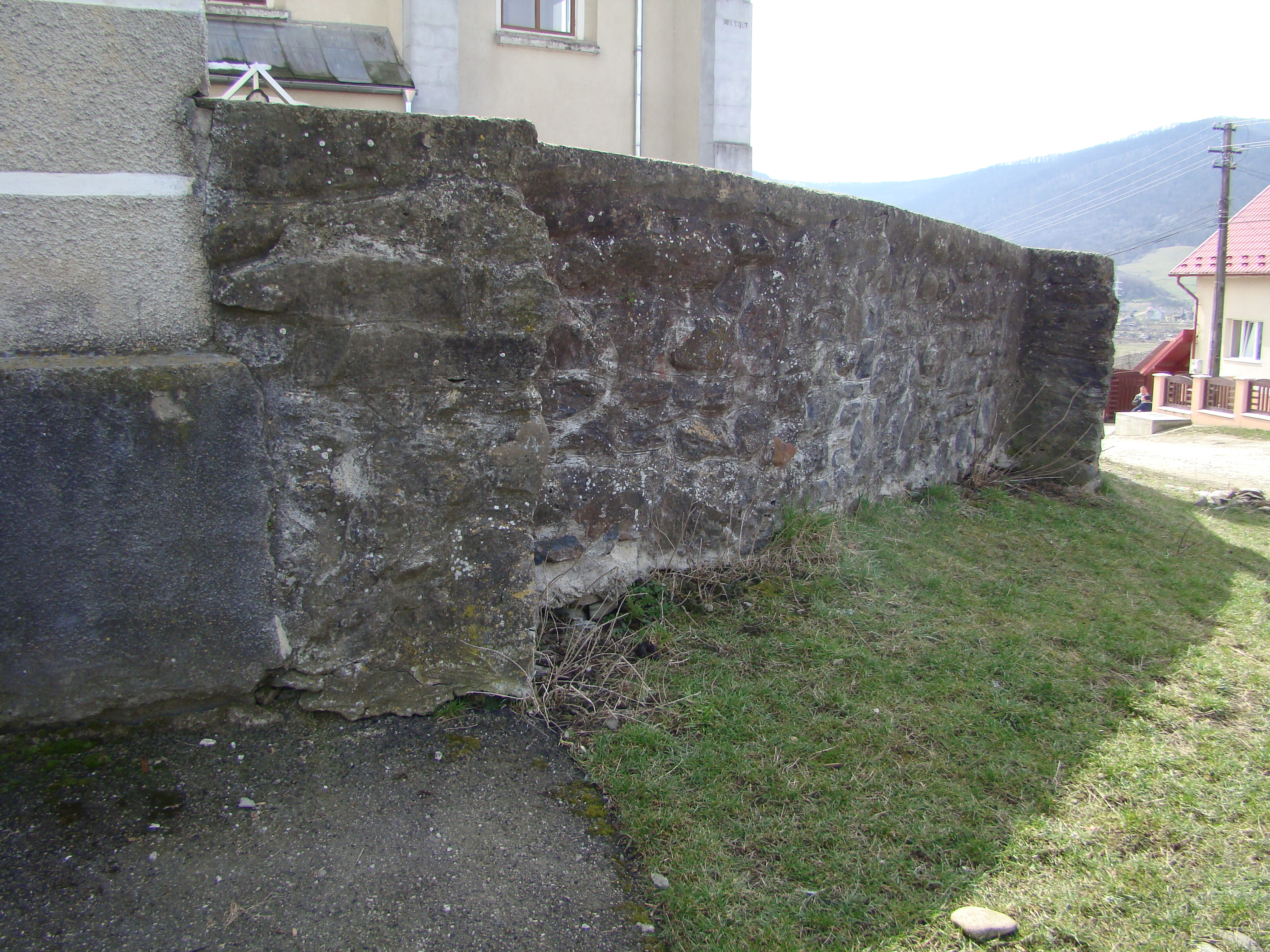
Zidul de incintă

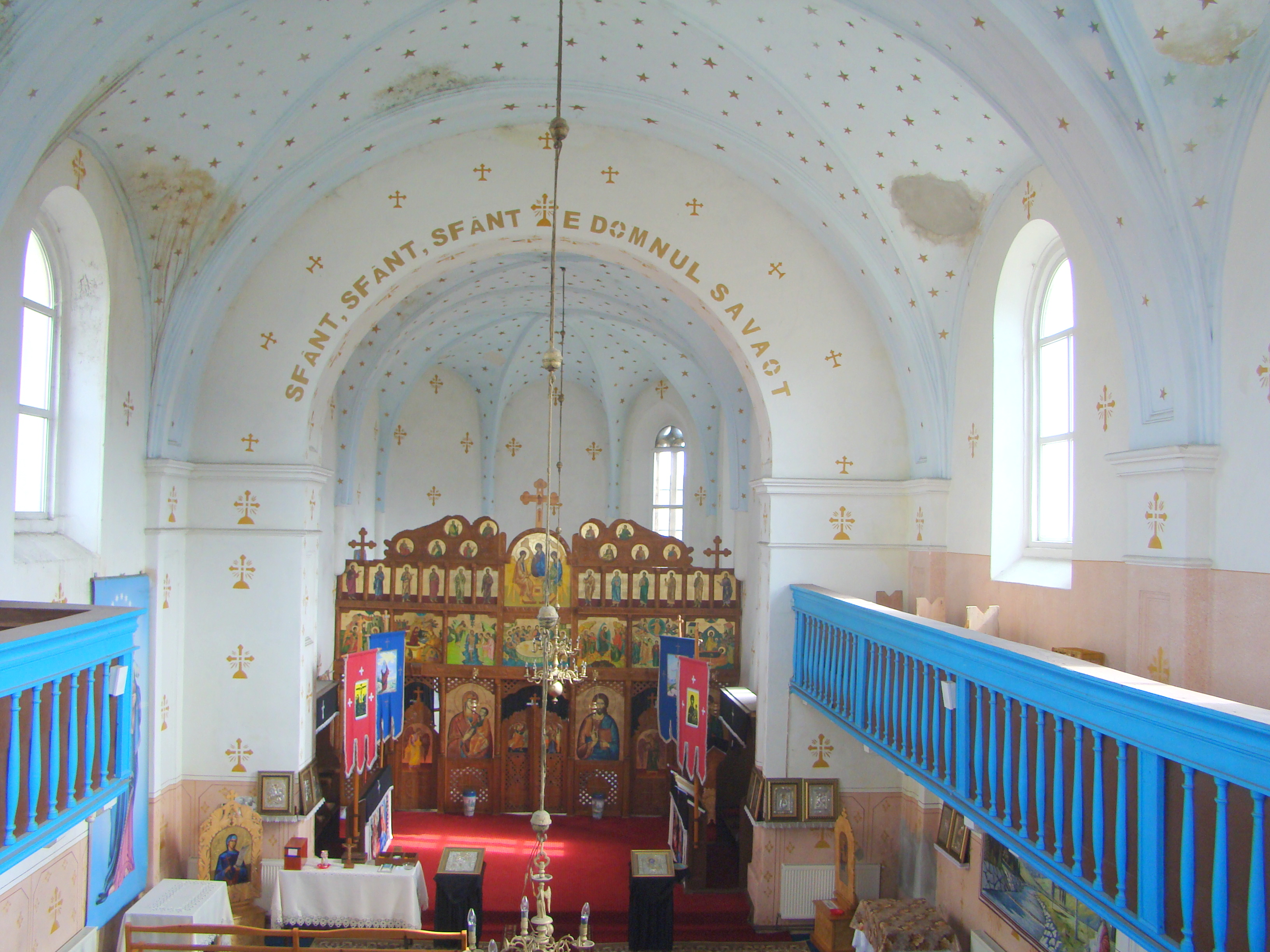
Nava spre iconostas

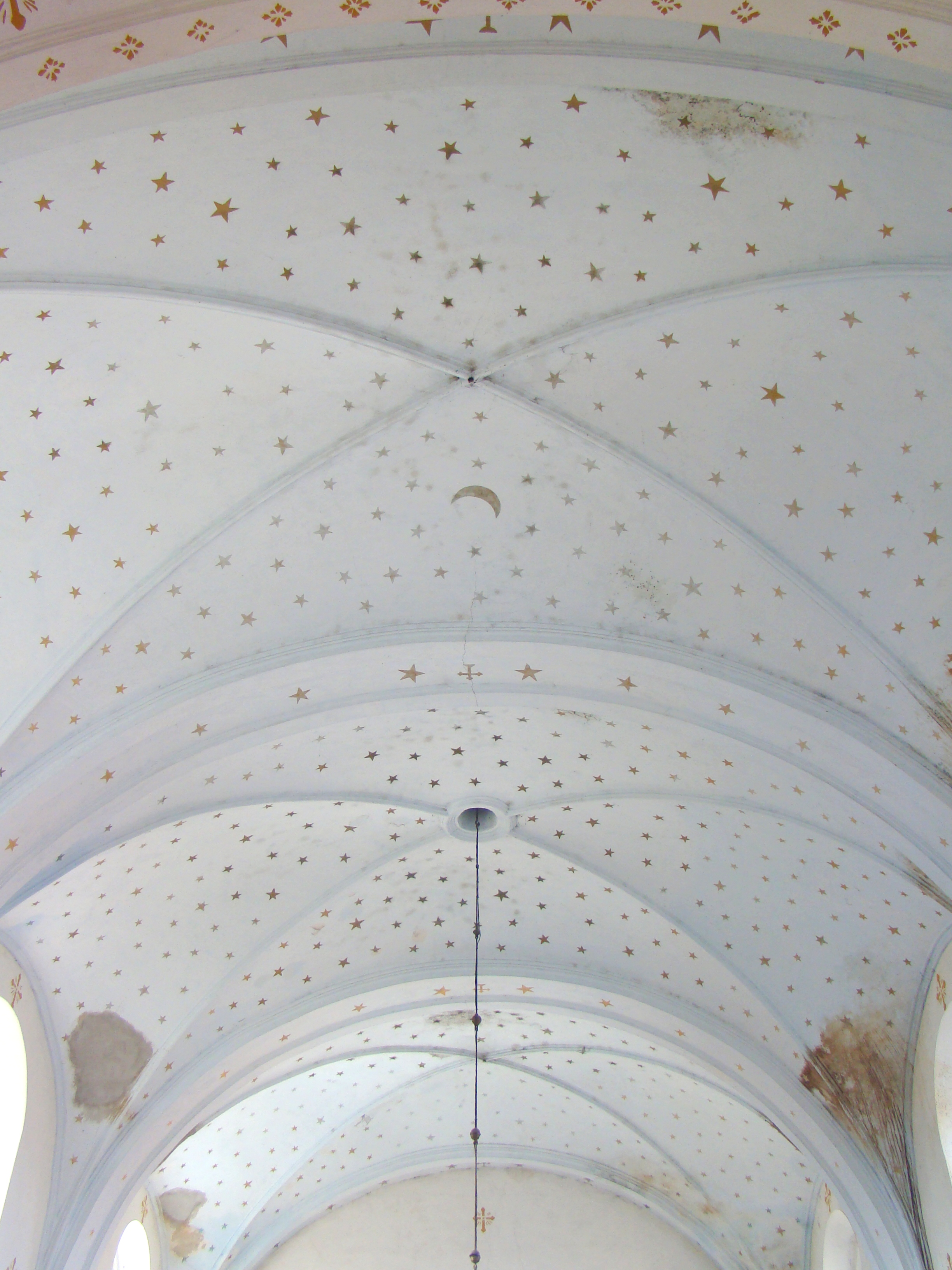
Nava este acoperită cu bolţi în cruce cu muchii, despărţite de arcuri dublou

Biserica evanghelică fortificată din Crainimăt este un ansamblu de monumente istorice aflat pe teritoriul satului Crainimăt, comuna Șieu-Măgheruș.
Ansamblul este format din următoarele monumente:
- Biserica evanghelică C.A, azi biserica ortodoxă „Sfântul Mare Mucenic Dimitrie, izvorâtorul de mir” (cod LMI BN-II-m-A-01640.01)
- Zid de incintă (cod LMI BN-II-m-A-01640.02)[2]

## Localitatea
Crainimăt, mai demult Crainimet, Cranimăt (în dialectul săsesc Baidref, în germană Baierdorf, Bayerdorf, în maghiară Németi, Királynémeti, în trad. "Nemții Regelui") este un sat în comuna Șieu-Măgheruș din județul Bistrița-Năsăud, Transilvania, România. Prima atestare a localității are loc în 11 iulie 1264, când Papa Urban al IV-lea, îi scrie lui Ștefan, Voievodul Transilvaniei, fiul lui Bela al IV-lea, să restituie mamei sale, satele și pământurile din Bistrița, Rodna, Jelna și Crainimăt (villa Querali).

## Biserica
Biserica este situată la marginea de sud a satului, pe terasa unui deal. Nava dreptunghiulară este mai lată decât corul și este sprijinită de contraforturi. Corul cu închidere 5/8 este compus din două travee, ranforsate în exterior de patru contraforturi de colț. Pe latura lui nordică se află o sacristie cu plan dreptunghiular.
Biserica este înconjurată de un zid de incintă din piatră de grosime și înălțime variabilă și cu plan neregulat. Pe latura de nord, dinspre sat, a zidului de incintă se înalță un turn de poartă, de plan pătrat, cu trei etaje, prevăzut cu un coif acoperit cu tablă zincată. 
Odinioară biserica a fost înzestrată cu un altar baroc, bogat decorat cu diferite statui de sfinți și îngeri, volute, vrejuri baroce, cu triunghiul Sfintei Treimi și coloane geminate. Tabloul predelei înfățișa Cina cea de taină, iar panoul central scena Răstignirii. Pe spatele altarului se afla următoarea inscripție: „Pictum AD 1761 d. 29. Septemb. Sub Pastoratu P.D.D. Mich. Gross, Georg Hanik, Martin Mössel, aeditui”. Orga de odinioară a bisericii era construită în 1874 în atelierul din Sibiu al constructorului Wilhelm Hörbiger, și a fost cumpărată în 1988 de comunitatea catolică a bisericii Sfântul Iosif din localitatea Sfântu Gheorghe.
După exodul sașilor transilvăneni, biserica a fost cumpărată de comunitatea ortodoxă, modificată la interior conform cerințelor cultului ortodox și a primit hramul „Sfântul Mare Mucenic Dimitrie, izvorâtorul de mir”.

## Imagini din exterior

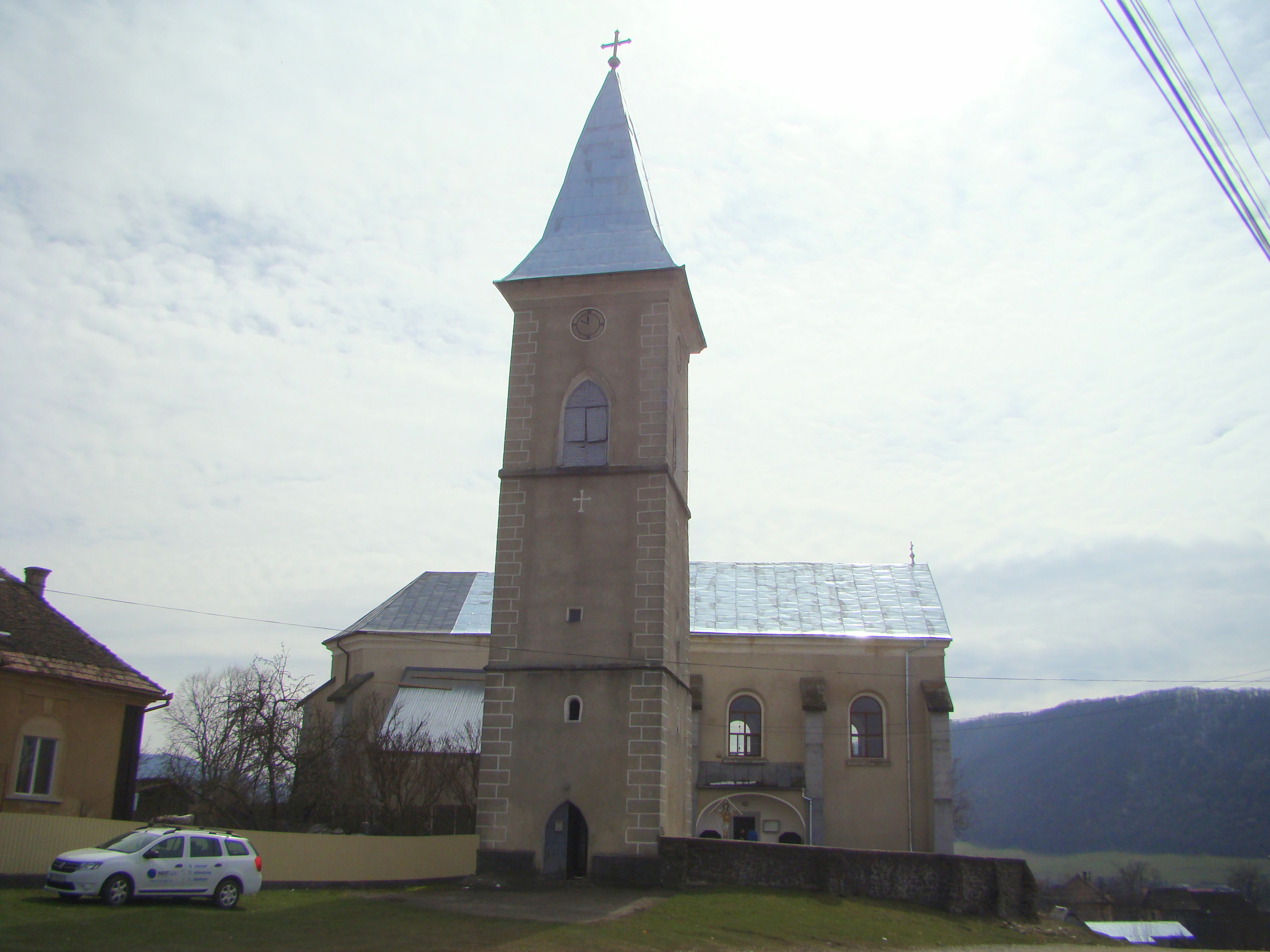
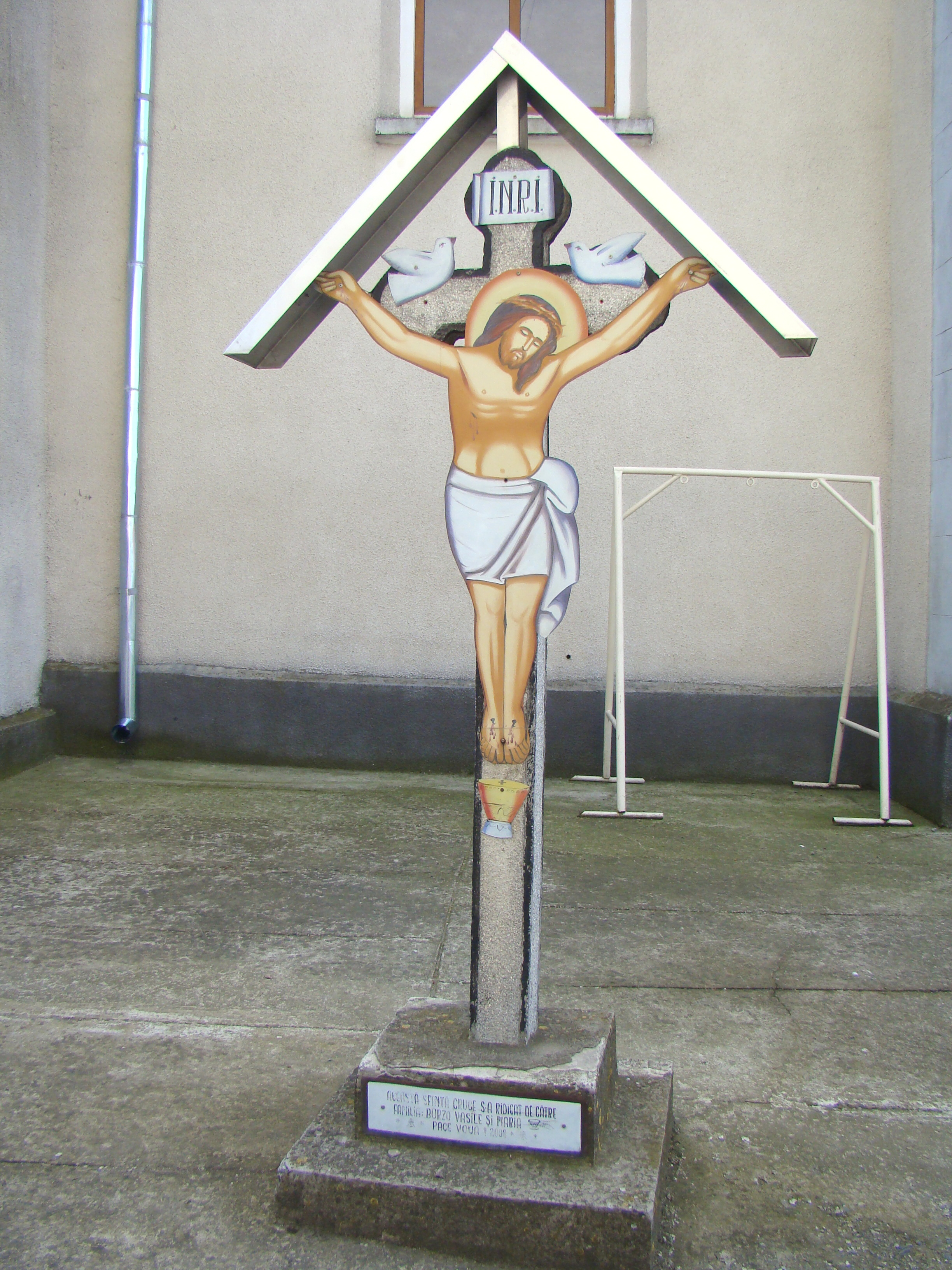
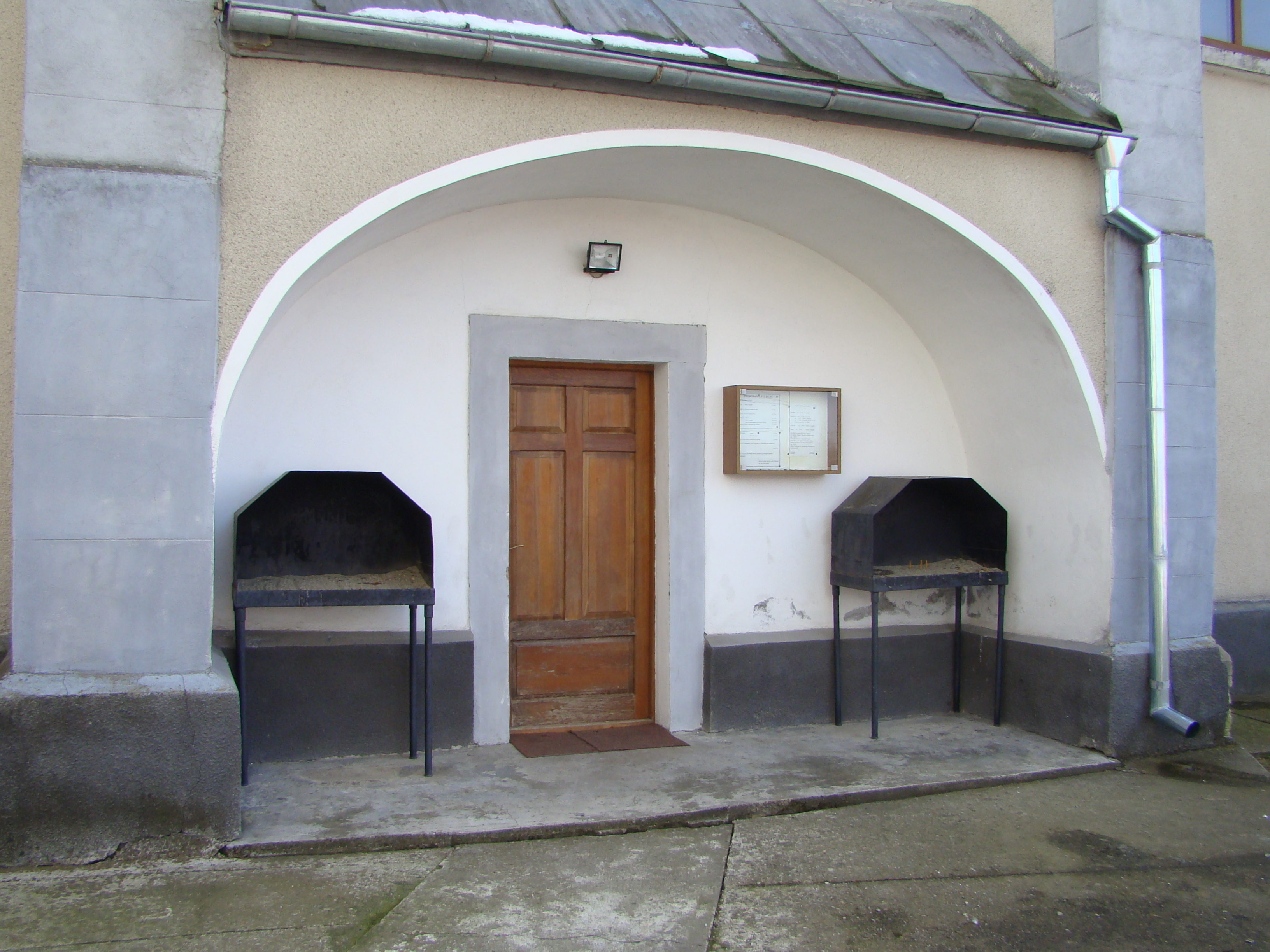
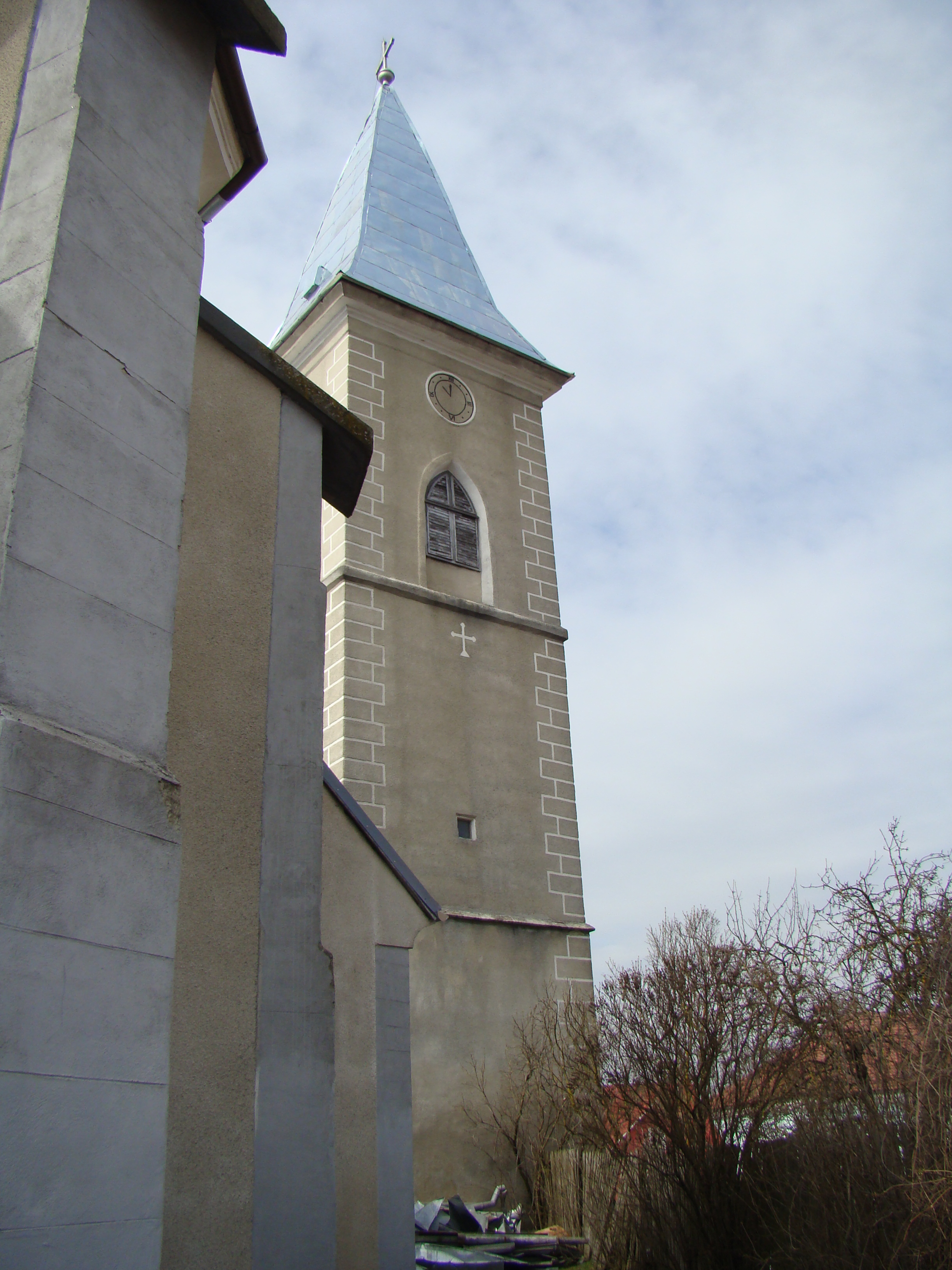
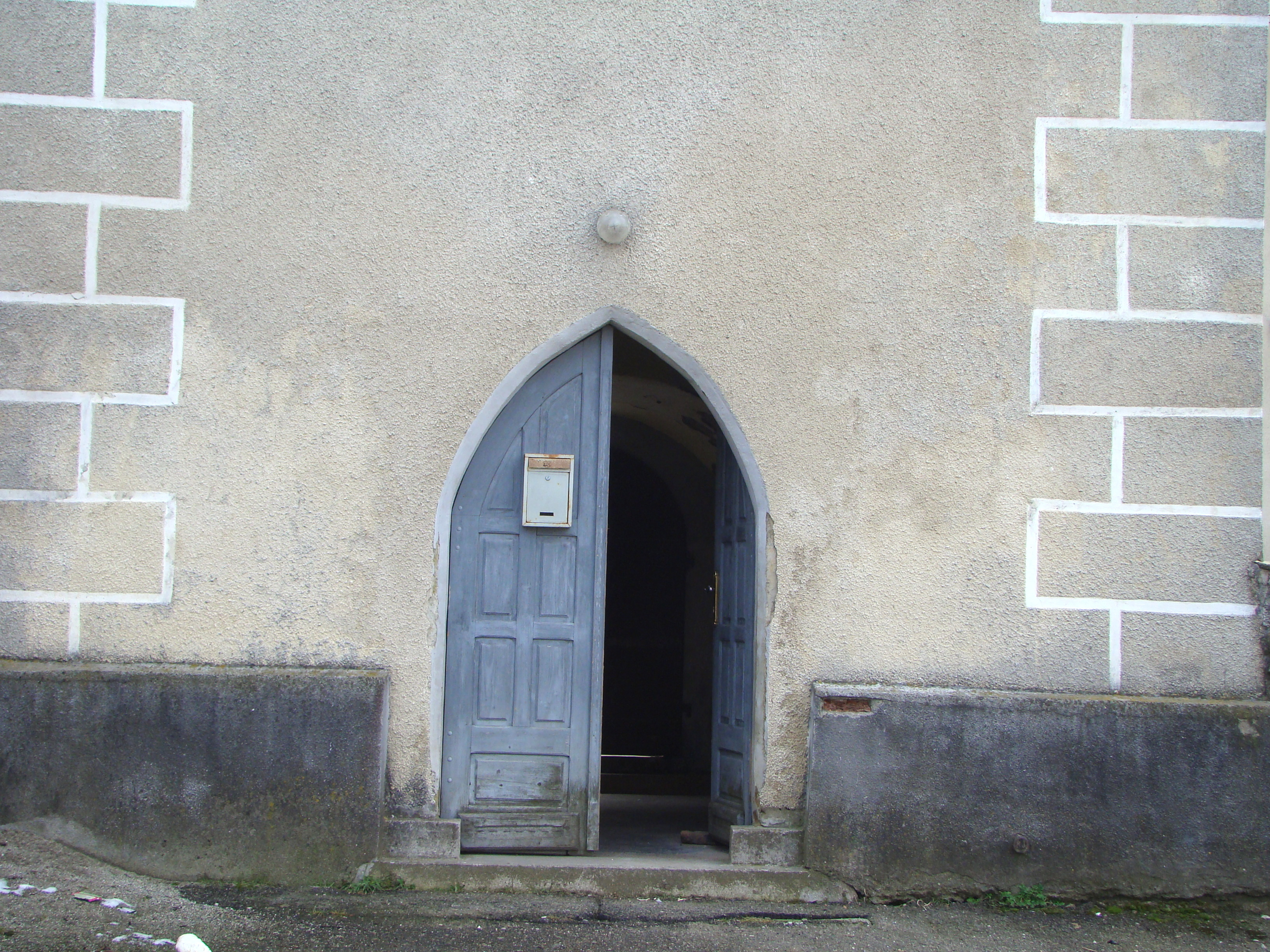
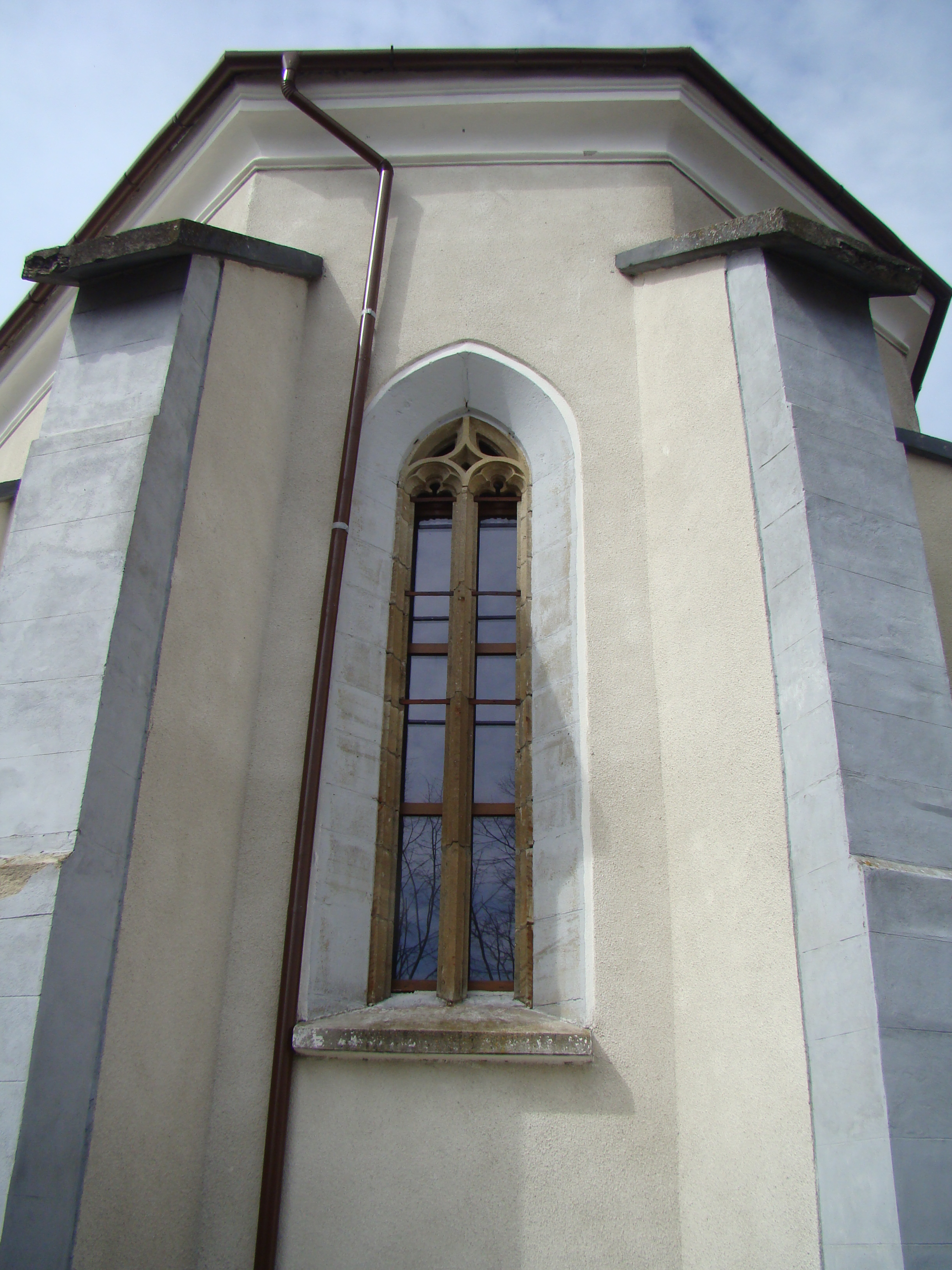
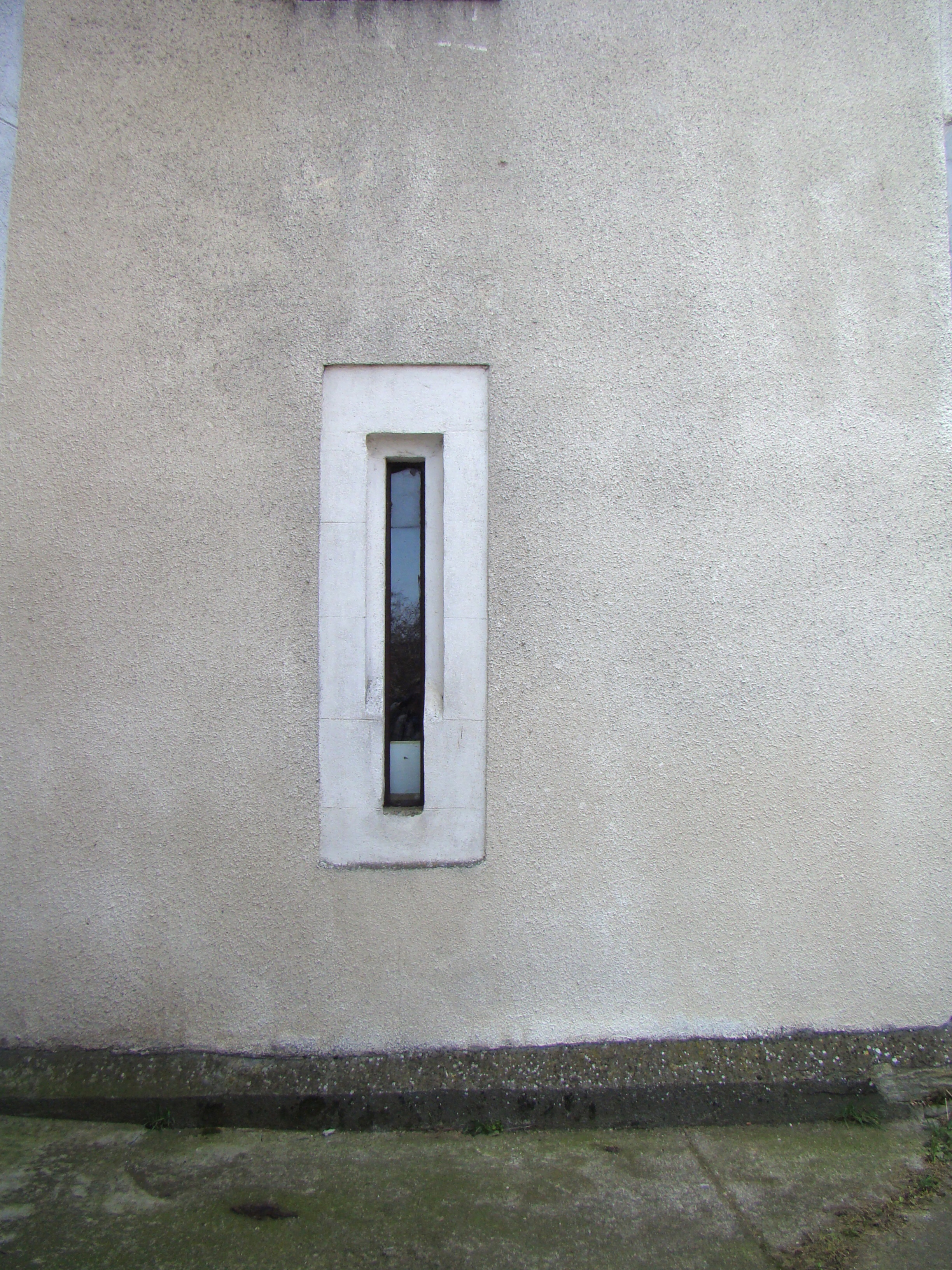
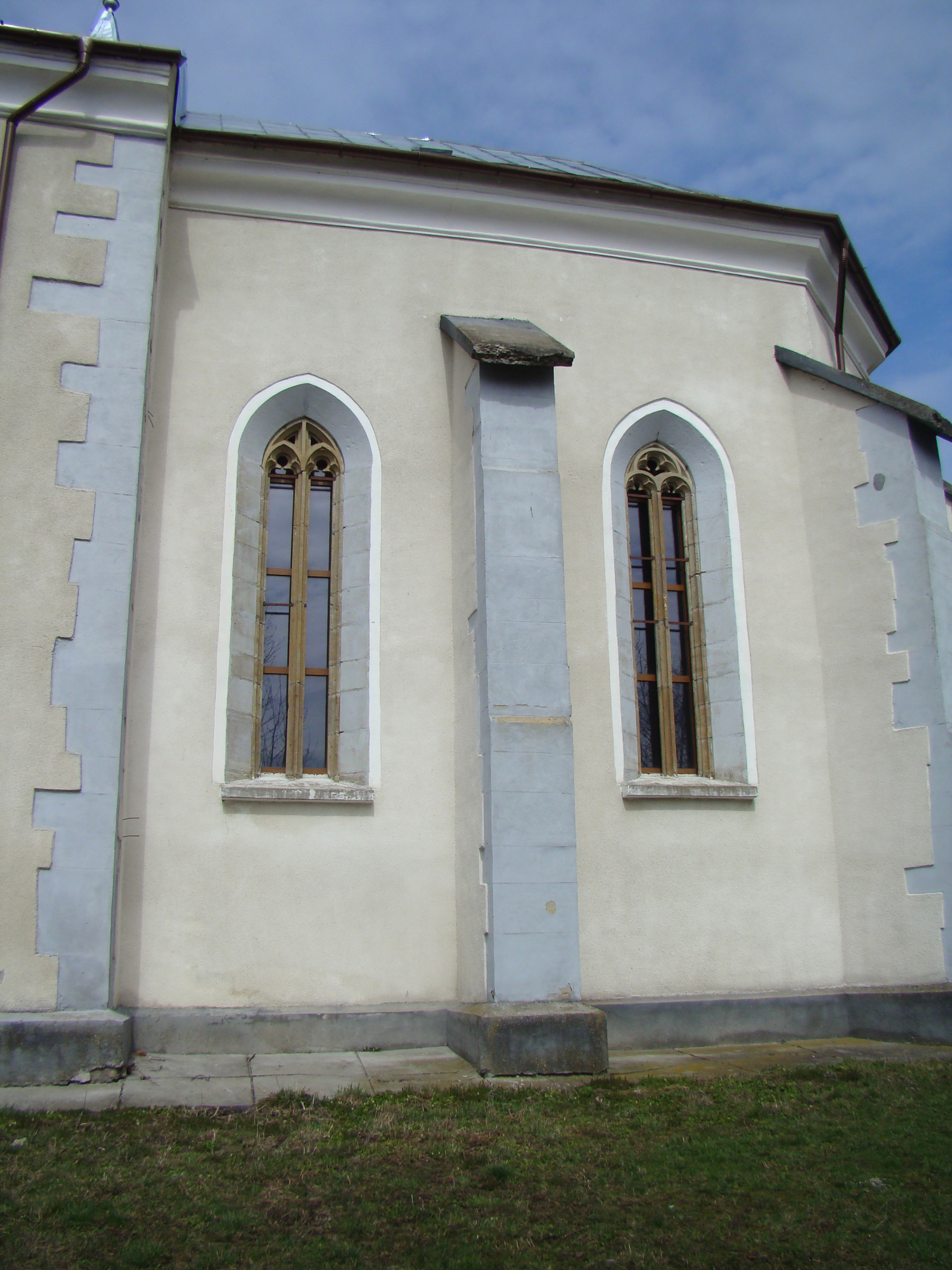

## Imagini din interior

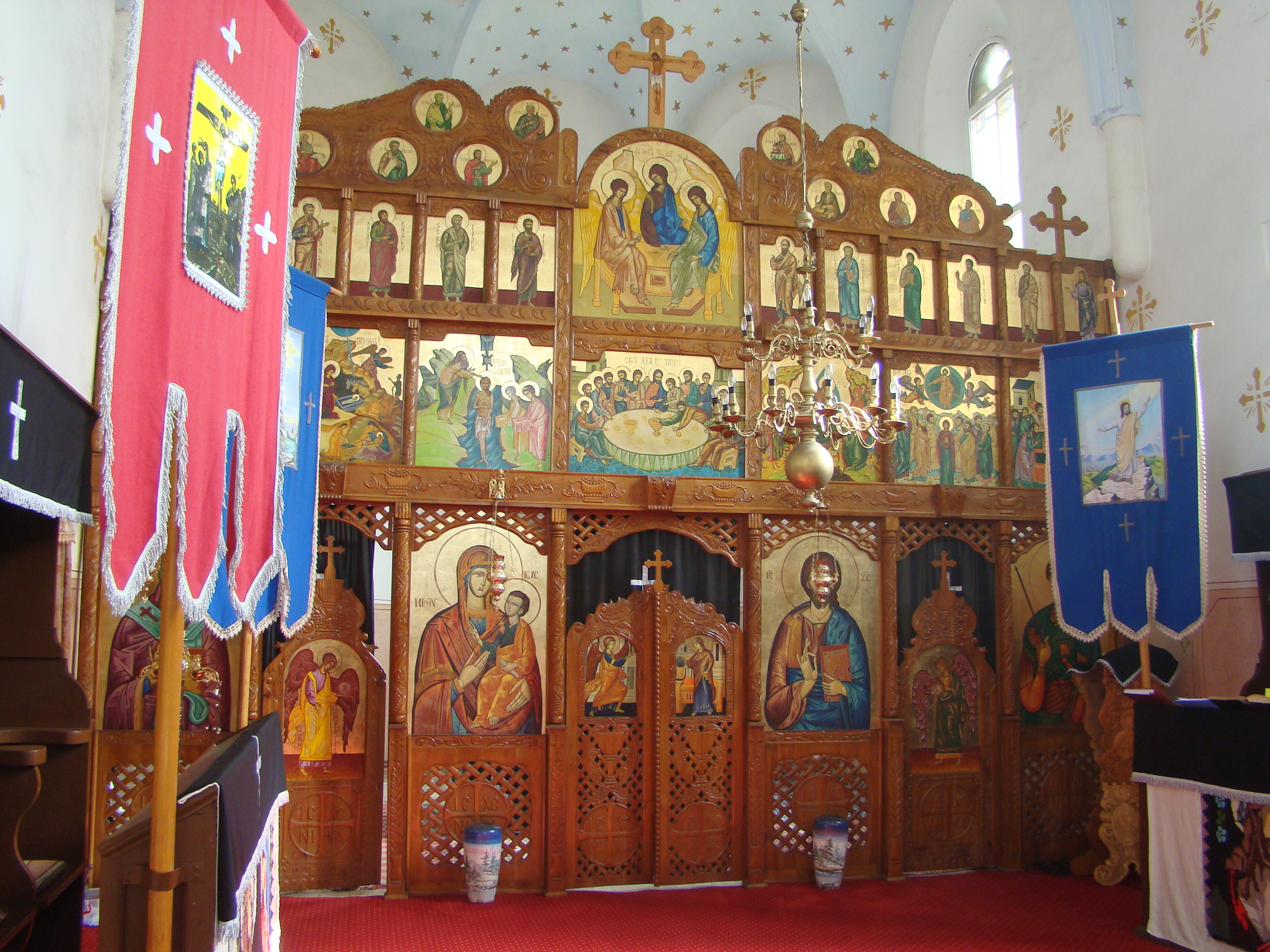
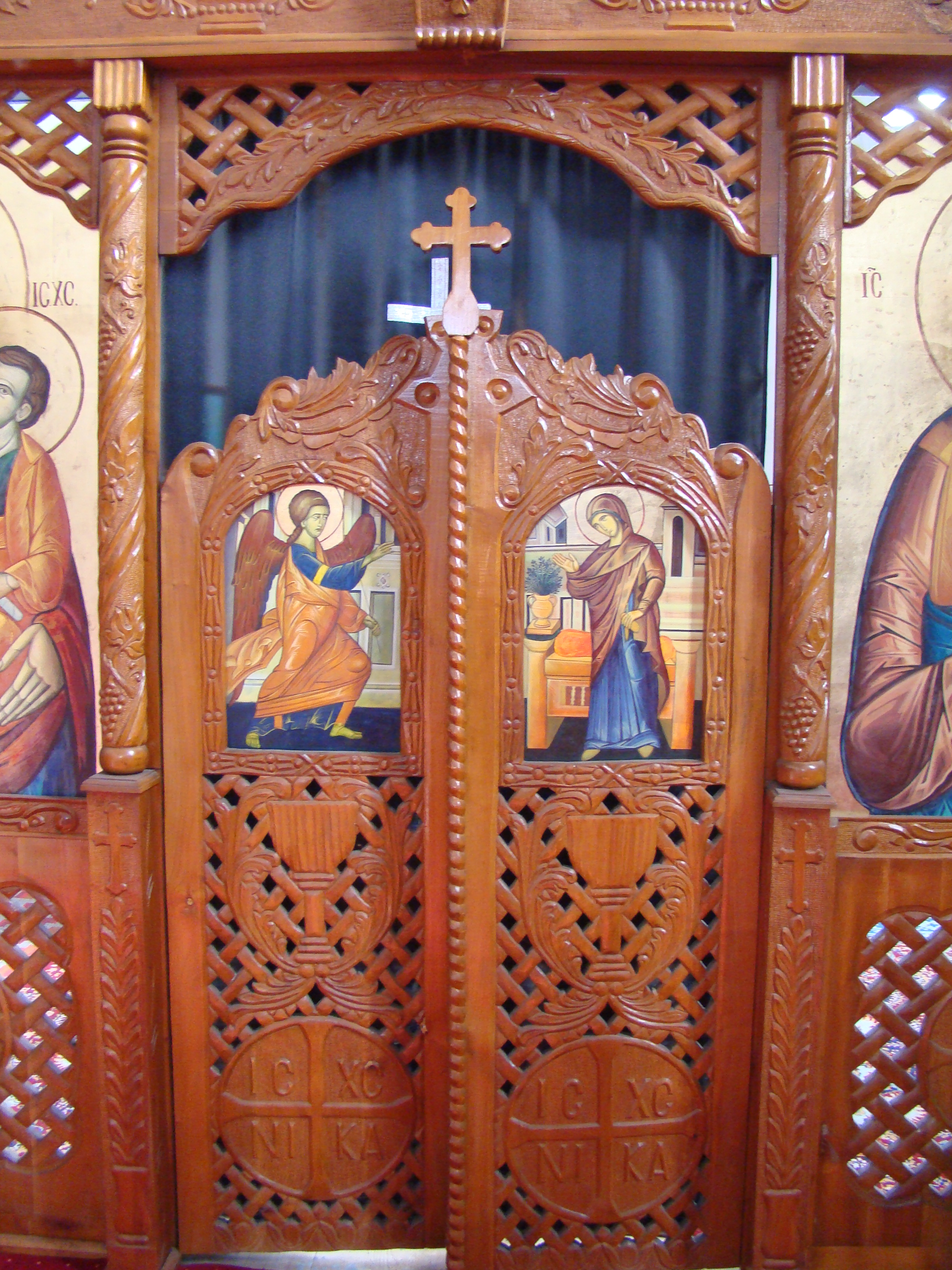
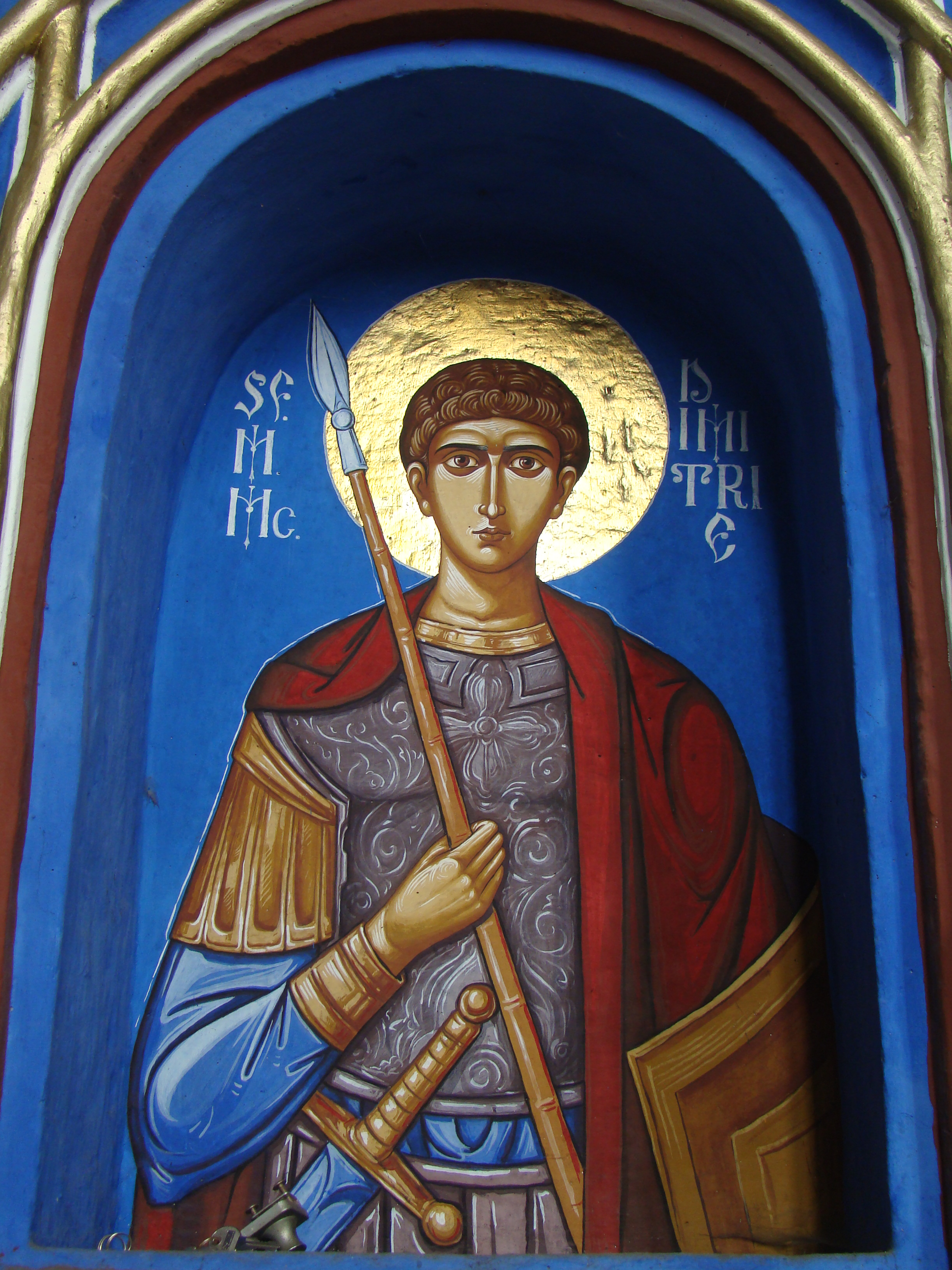
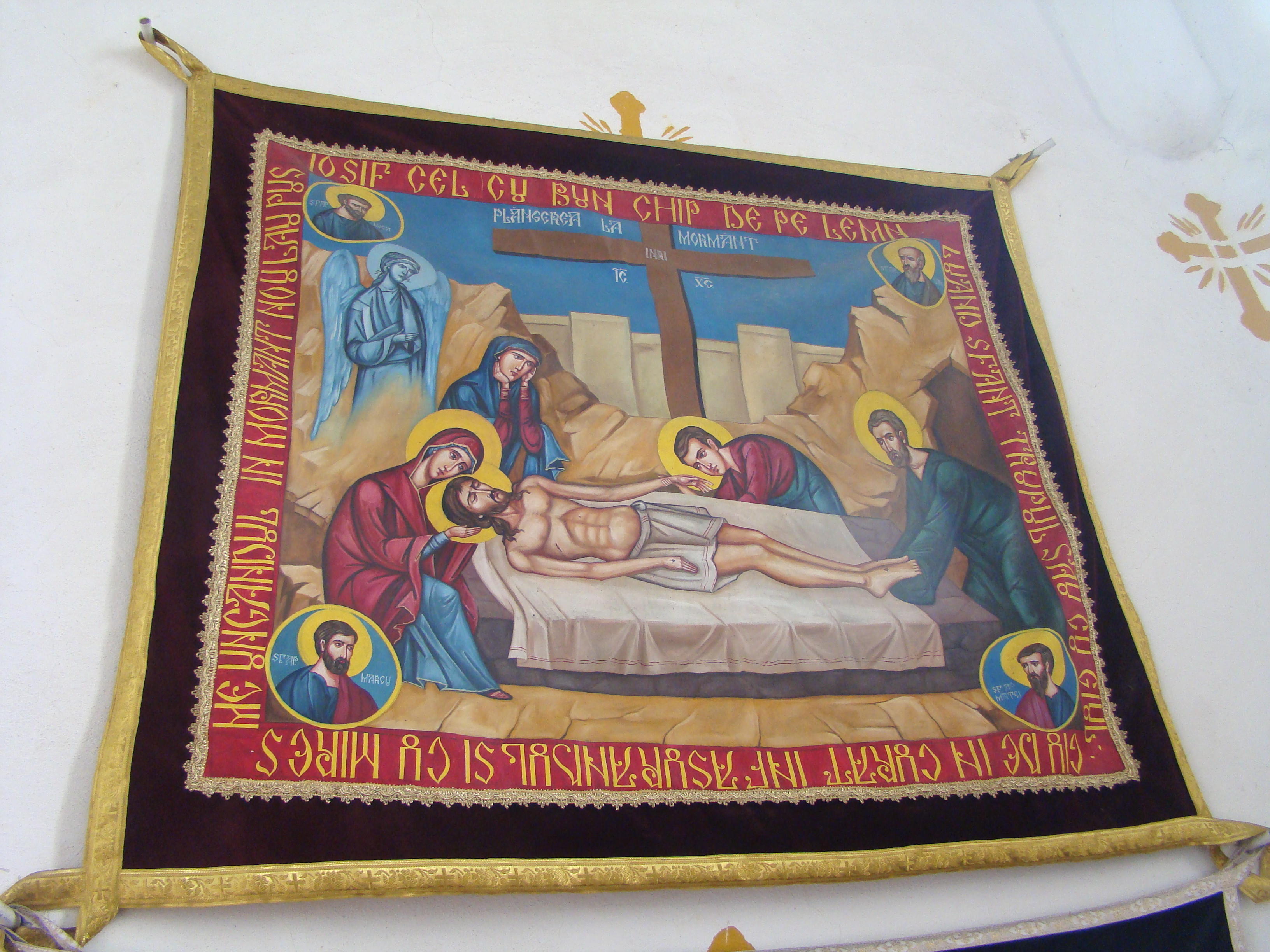
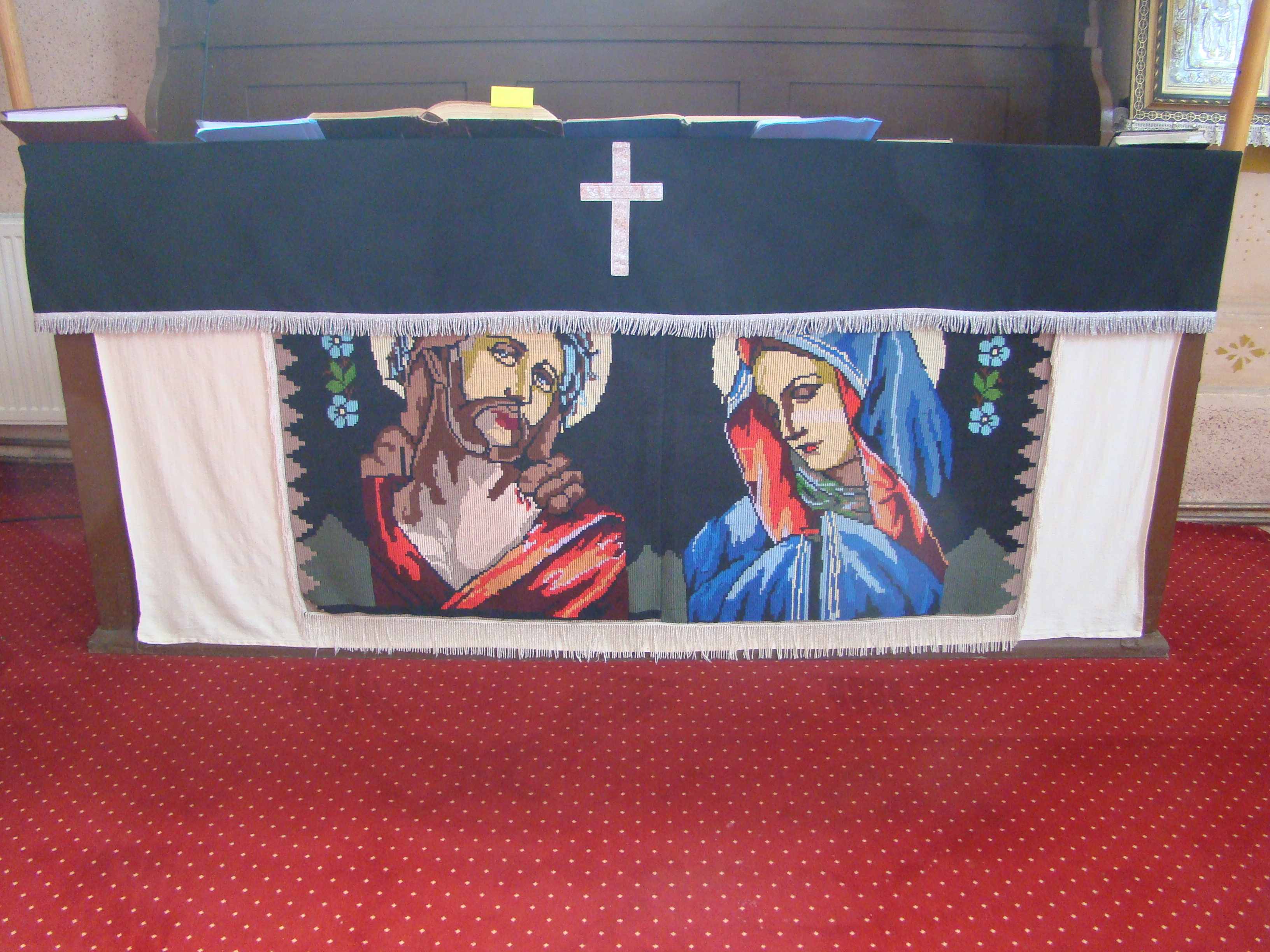
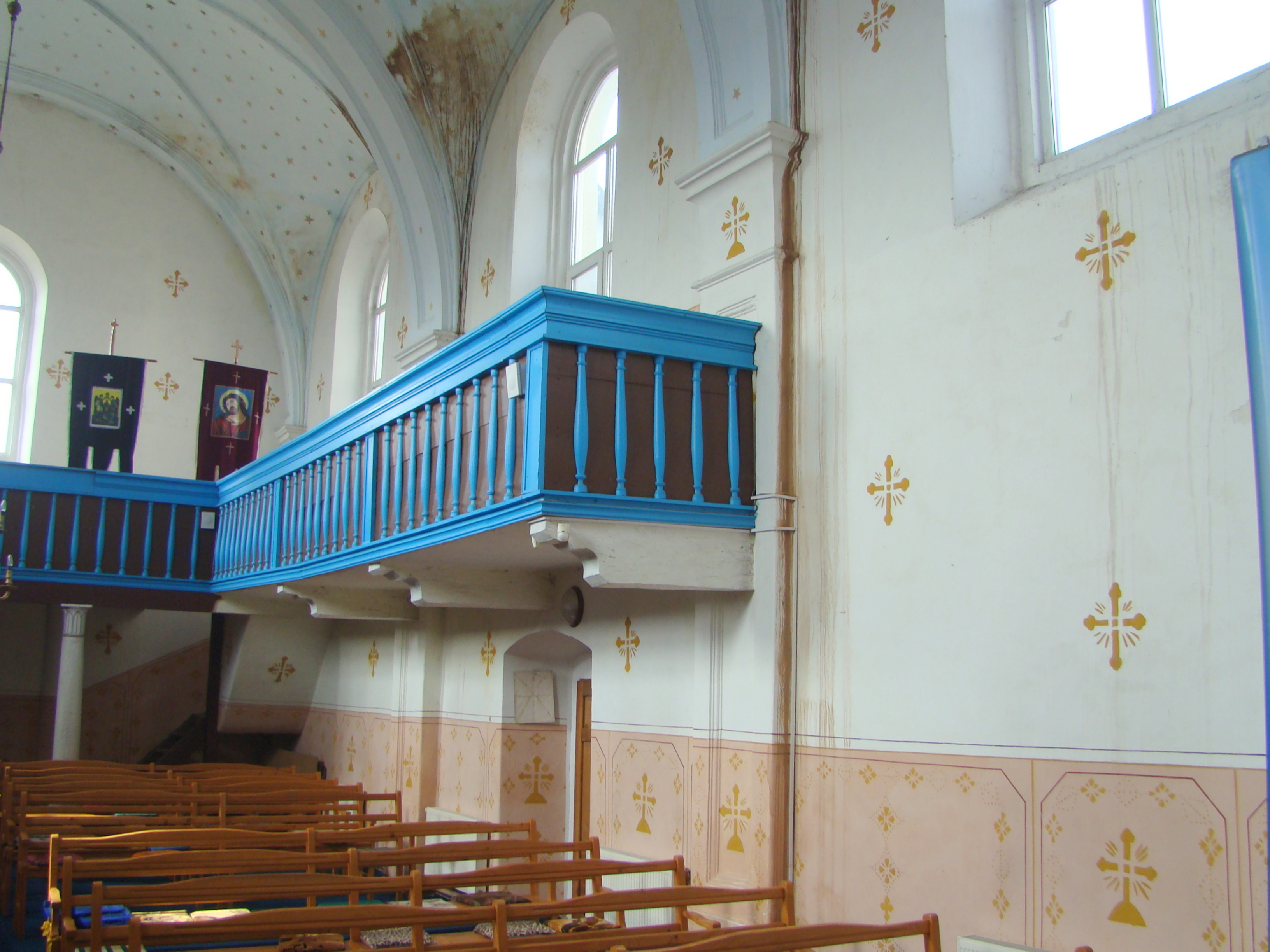
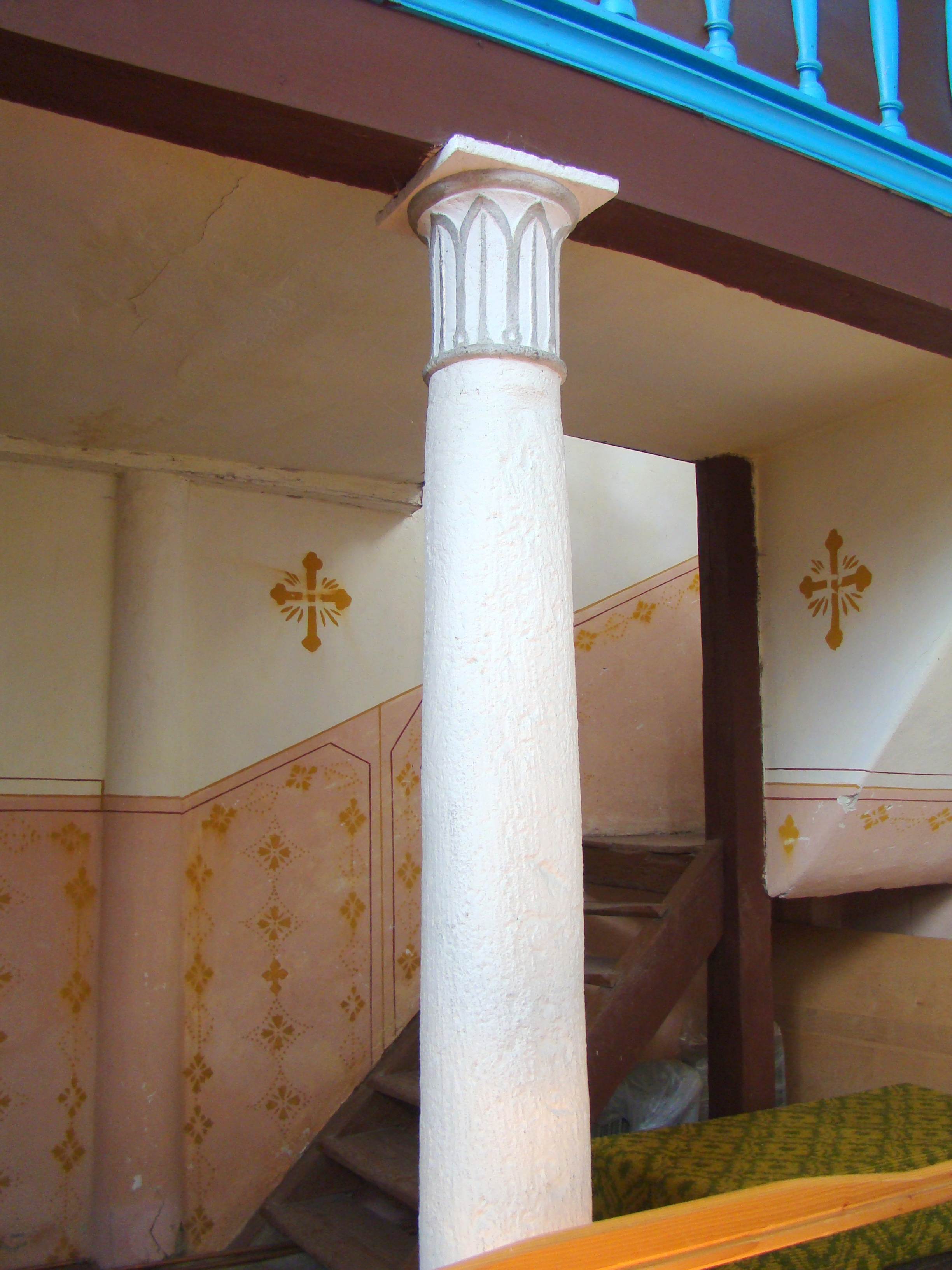
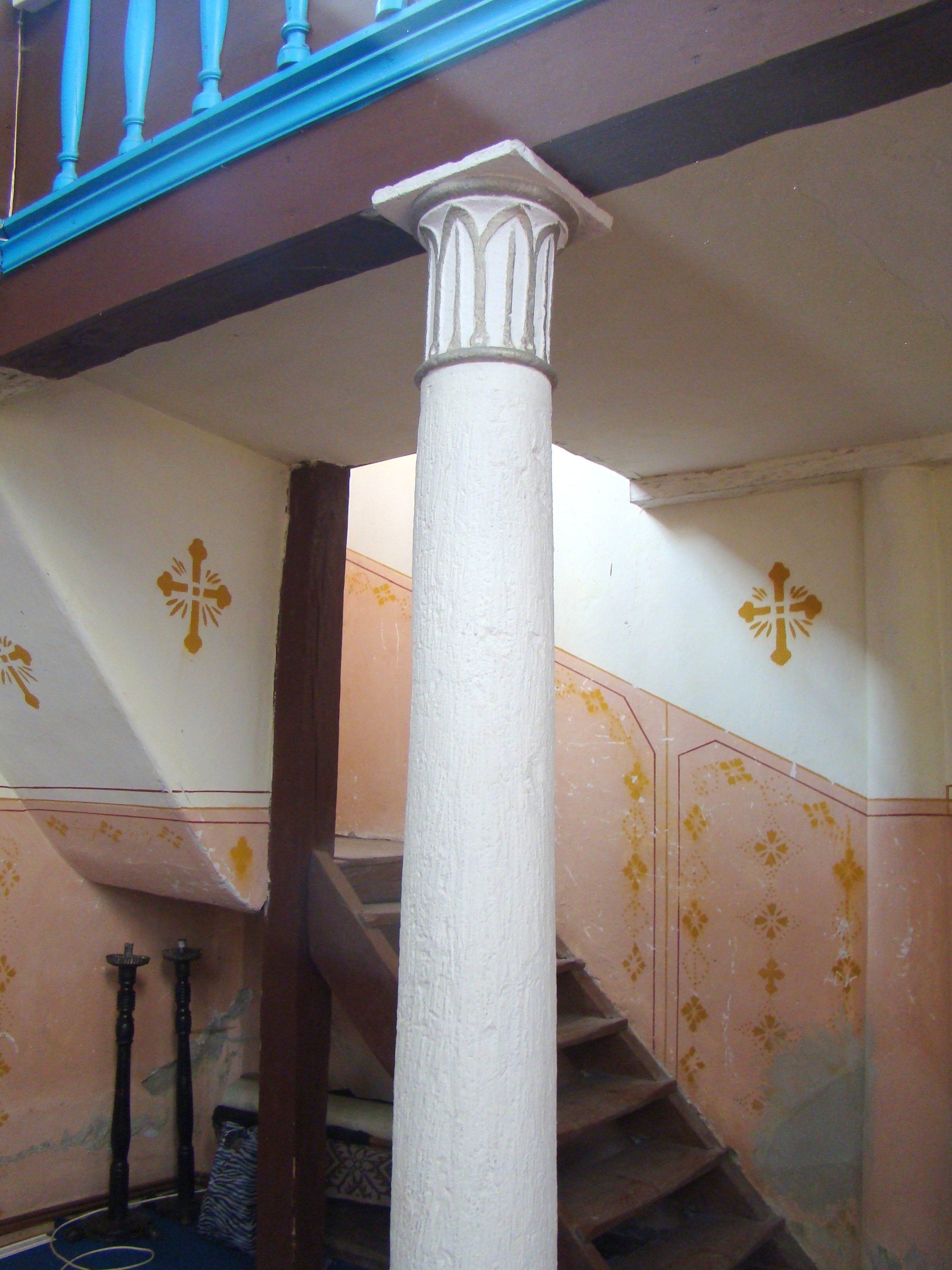
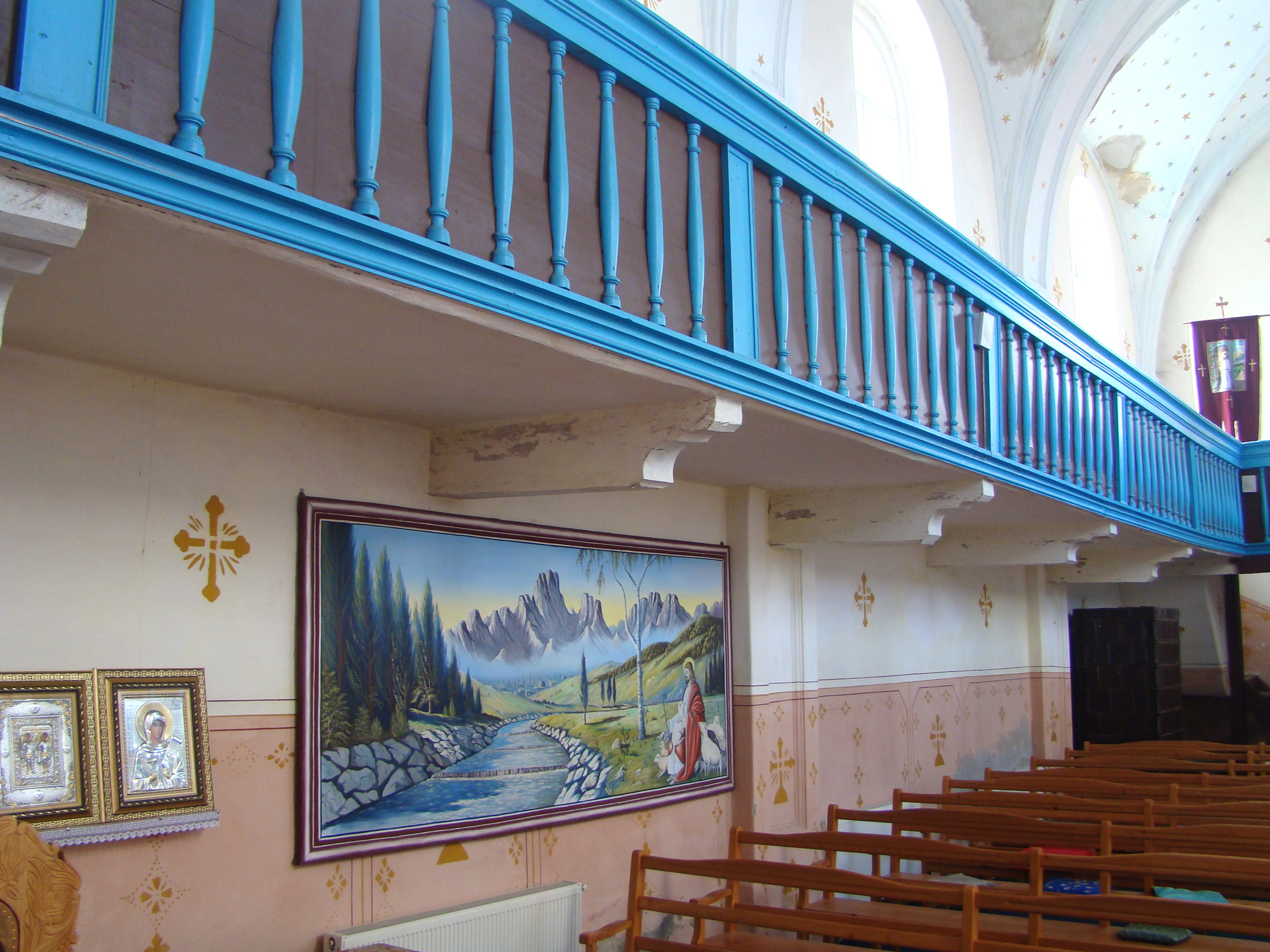
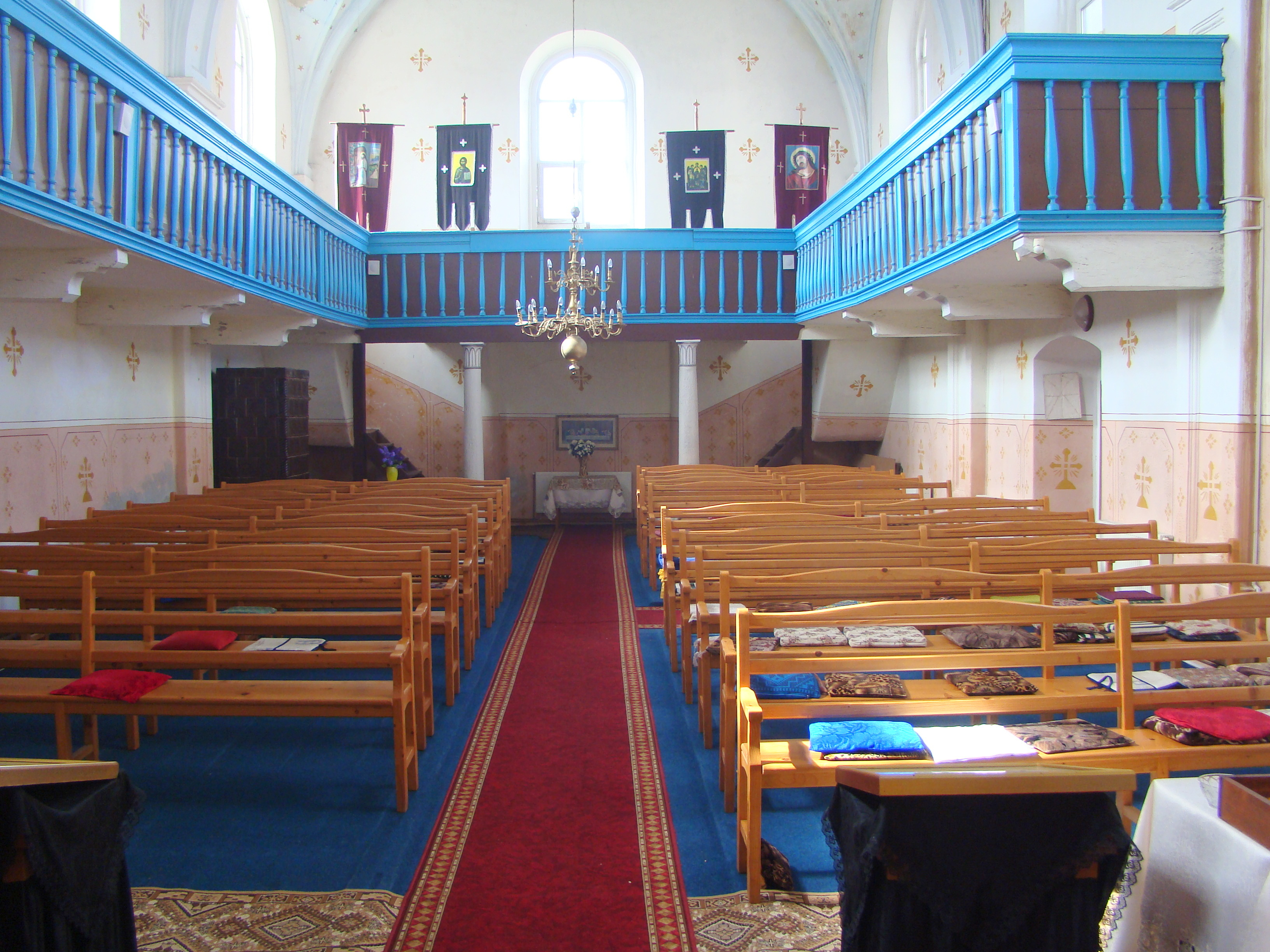
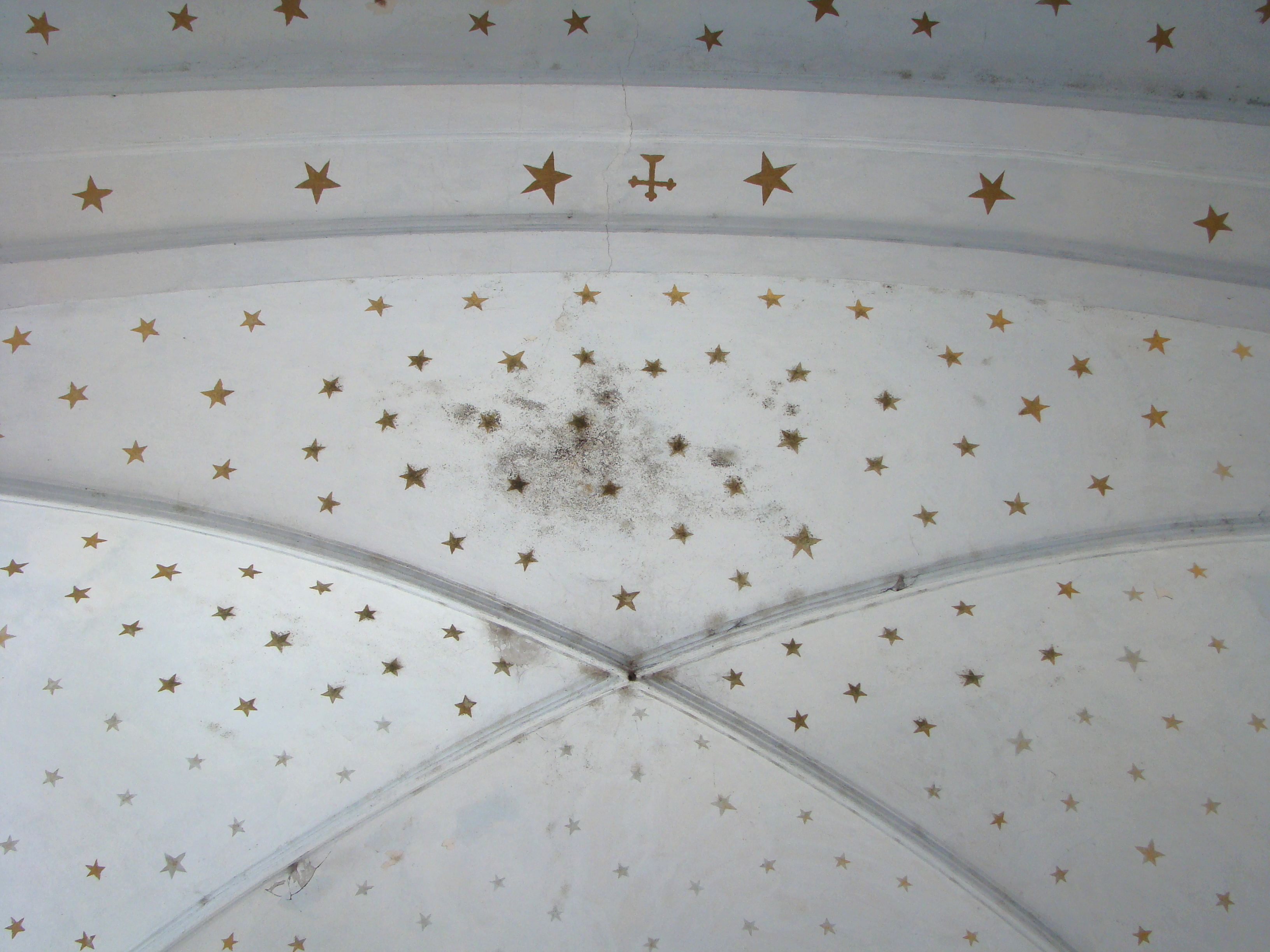
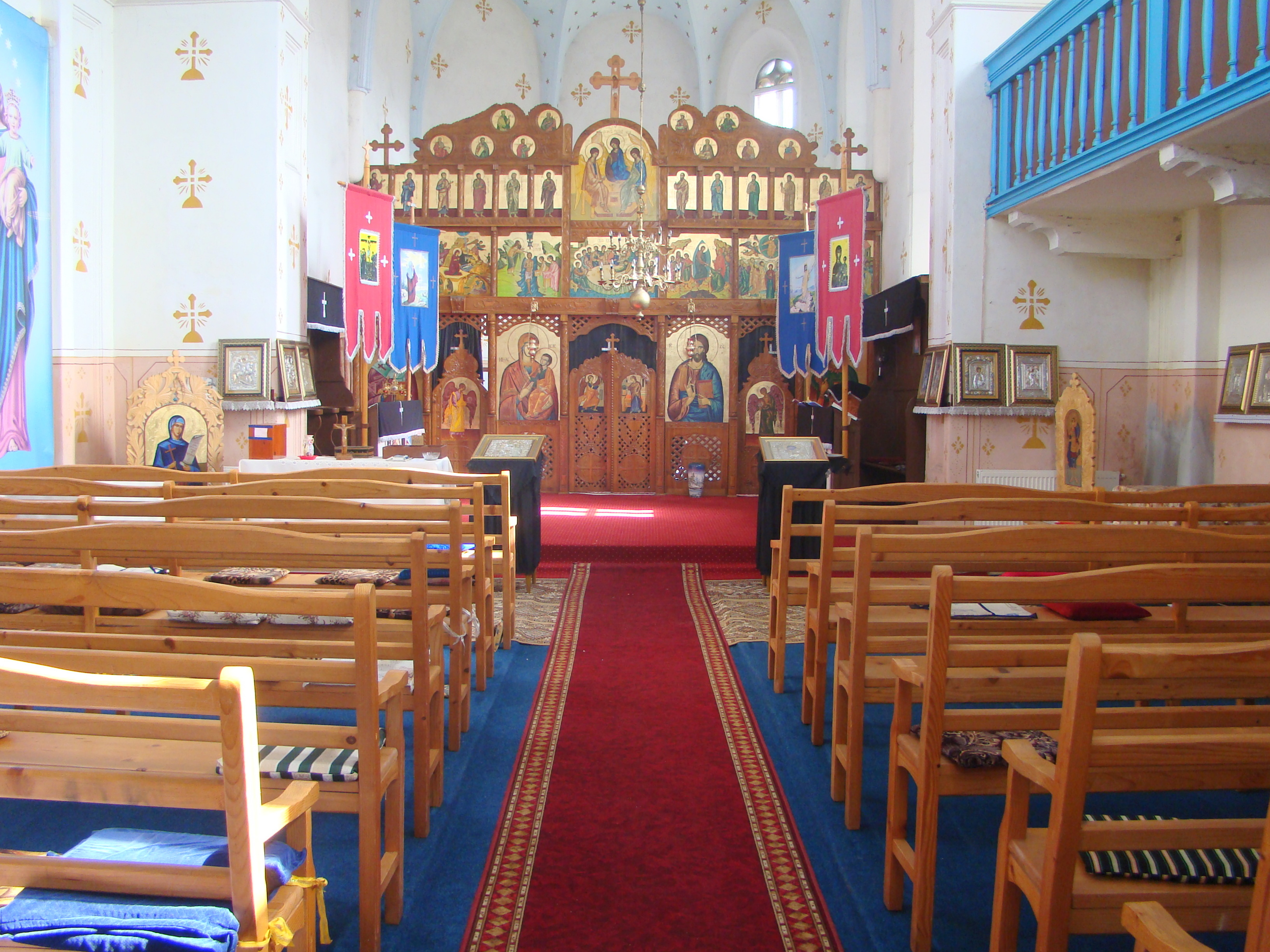